# LMFA Femenina 2023
La LMFA Femenina 2023 è la 3ª edizione del campionato di football a 7 femminile, organizzato dalla FMFA.

## Squadre partecipanti
| Club                   | Città               | Stadio | Sponsor ufficiale | Risultato nella stagione 2022 |
| ---------------------- | ------------------- | ------ | ----------------- | ----------------------------- |
| Las Rozas Black Demons | Las Rozas de Madrid |        |                   |                               |
| Camioneros de Coslada  | Coslada             |        |                   |                               |
| Osos de Rivas          | Rivas-Vaciamadrid   |        |                   |                               |

## Stagione regolare

### Calendario

#### 1ª giornata
| Coslada 17 dicembre 2022 | Camioneros de Coslada | – | Las Rozas Black Demons |  |

#### 2ª giornata
| Rivas-Vaciamadrid 14 gennaio 2023 | Osos de Rivas | – | Camioneros de Coslada |  |

#### 3ª giornata
| Las Rozas de Madrid 28 gennaio 2023 | Las Rozas Black Demons | – | Osos de Rivas |  |

#### 4ª giornata
| Las Rozas de Madrid 11 febbraio 2023, ore 18:00 | Las Rozas Black Demons | – | Camioneros de Coslada |  |

#### 5ª giornata
| Coslada 25 febbraio 2023 | Camioneros de Coslada | – | Osos de Rivas |  |

#### 6ª giornata
| Rivas-Vaciamadrid 11 marzo 2023 | Osos de Rivas | – | Las Rozas Black Demons |  |

### Classifica
La classifica della regular season è la seguente:
- PCT = percentuale di vittorie, G = partite giocate, V = partite vinte,  P = partite perse, PF = punti fatti, PS = punti subiti

| Pos. | Squadra                | PCT  | G | V | N | P | PF | PS |
| ---- | ---------------------- | ---- | - | - | - | - | -- | -- |
| 1    | Camioneros de Coslada  | .000 | 0 | 0 | 0 | 0 | 0  | 0  |
| 2    | Las Rozas Black Demons | .000 | 0 | 0 | 0 | 0 | 0  | 0  |
| 3    | Osos de Rivas          | .000 | 0 | 0 | 0 | 0 | 0  | 0  |

## II Final de la LMFA
| 2023 | TBD | – | TBD |  |

## Verdetti
- TBD Campionesse della LMFA Femenina